# Helminthotheca balansae
Helminthotheca balansae là một loài thực vật có hoa trong họ Cúc. Loài này được (Coss. & Durieu) Lack mô tả khoa học đầu tiên năm 1975.